# Маргиев, Коста Иосифович
Коста́ Иосифович Марги́ев (осет. Мӕргъиты Иосифы фырт Къоста; 15 июля 1922 года, село Мимилоткау — 15 января 2018 года) — юго-осетинский поэт и переводчик. Лауреат премии Совета Министров Грузинской ССР «Летопись пятилетки». Заслуженный работник культуры Южной Осетии. Участник Великой Отечественной войны. 

## Биография
Родился в 1922 году в крестьянской семье в селе Мимилоткау. По окончании Приневской семилетки, продолжил обучаться в средней школу села Авнев. Среднее образование получил в 1941 году. После начала Великой Отечественной
был призван в ряды Красной Армии. До конца 1941 года обслуживал военные аэродромы в Ереване и Баку, потом был направлен в Курганский отдельный артиллерийский разведывательный дивизион. Участвовал в сражении на Курской дуге. Войну закончил в окрестностях Кёнигсберга. Свои первые стихотворения, опубликованные в сборнике «Мӕ зардджытӕ» в 1952 году, написал во время войны.
В декабре 1946 года демобилизовался и возвратился в родное село, где работал в местном колхозе. С 1948 года — редактор Юго-Осетинского радиовещания, с 1950 года — литературный работник журнала «Фидиуӕг». С октября 1952 года — заведующий отделом газеты «Коммунист», с января 1955 по сентябрь 1955 года — уполномоченный радиокомитета по Южной Осетии, с 1955 по 1957 года — ответственный секретарь литературного журнала «Фидиуӕг». С 1957 по 1959 года обучался на Высших литературных курсах при Союзе писателей СССР. С 1959 по 1975 года — сотрудник редакции газеты «Советон Ирыстон». С 1961 по 1965 года учился на заочном отделении Литературного института имени М. Горького. С 1975 по 1985 года — ответственный секретарь Юго-Осетинского отделения Союза писателей СССР.
После выхода на пенсию с 1986 по 2009 года — литературный консультант Союза писателей Южной Осетии.
Перевёл на осетинский язык произведения отечественных поэтов и писателей.
Скончался в 2018 году.

## Награды
- Орден Почёта Южной Осетии
- Орден Дружбы Южной Осетии
- Орден Отечественной войны II степени
- Медаль «За отвагу»
- Медаль «За боевые заслуги»
- Медаль «За освобождение Варшавы»
- Медаль «За победу над Германией»